# Sarah McLachlan
 (août 2017).
Si vous disposez d'ouvrages ou d'articles de référence ou si vous connaissez des sites web de qualité traitant du thème abordé ici, merci de compléter l'article en donnant les références utiles à sa vérifiabilité et en les liant à la section « Notes et références ».
Pour les articles homonymes, voir McLachlan.

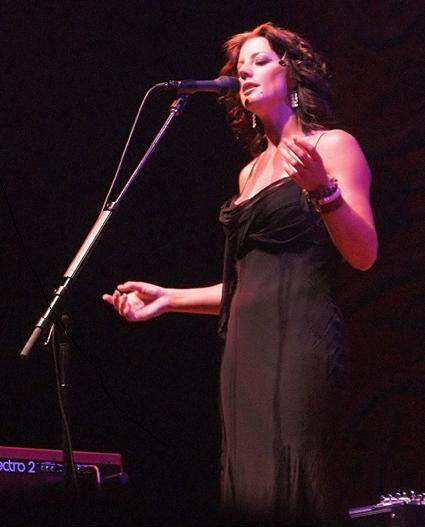
Sarah McLachlan en 2005

Sarah Ann McLachlan (née le 28 janvier 1968 à Halifax (Nouvelle-Écosse)) est une chanteuse et musicienne canadienne. Elle est la fondatrice du festival de musique Lilith Fair dont les artistes sont toutes des femmes.

## Biographie
À la suite du premier concert de son groupe à l'université Dalhousie, Sarah McLachlan se voit proposer un contrat avec la maison d'édition indépendante Nettwerk, basée à Vancouver. Les parents de la chanteuse la convainquent de finir ses études à l'université d'art et de design de Nouvelle-Écosse (Nova Scotia College of Art and Design, NSCAD) avant de se consacrer à une vie d'artiste. Lorsque Sarah McLachlan signe son contrat avec Nettwerk, elle n'a encore écrit aucune chanson.
Cette signature pousse McLachlan à s'installer à Vancouver, en Colombie-Britannique. Elle y enregistre ses premiers albums : Touch en 1988 et Solace en 1991. Ce dernier album la place sur le chemin de la célébrité grâce aux succès The path of Thorns (Le chemin d'épines) et Into the fire (Dans le feu).

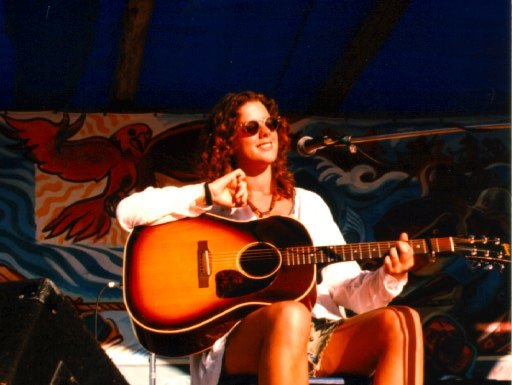
Sarah McLachlan en concert à Clayoquot Sound en 1993 pour une collecte de fonds.

L'album Fumbling Towards Ecstasy sorti en 1993 est un succès immédiat au Canada. Durant les deux années suivantes, Fumbling Towards Ecstasy a donné à la carrière de la chanteuse canadienne une dimension internationale, ouvrant la voie pour l'album Surfacing sorti en 1997, l'année du premier festival Lilith Fair.
Ce festival a attiré 2 millions de personnes et a rapporté 7 millions de dollars à des associations (1 dollar par ticket vendu a été reversé à des associations féminines), en 3 ans. C'est le festival de musique féminin qui a eu le plus de succès de l'histoire, l'un des plus importants festivals des années 1990. Il a lancé la carrière de plusieurs artistes féminines.
Sarah McLachlan reçoit d'ailleurs, en 1998, le prix Elizabeth Cady Stanton Visionary Award pour avoir fait avancer la carrière des femmes dans la musique.
Le 7 février 1997, elle épouse Ashwin Sood, son batteur, à Negril en Jamaïque.

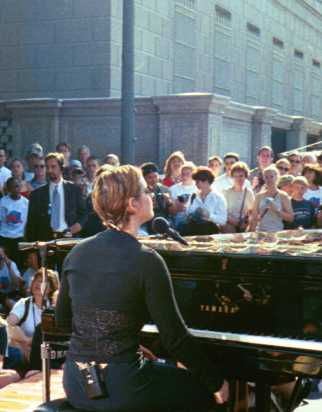
Sarah McLachlan lors de l'émission Good Morning America en 1998.

Un concert spécial, le British Columbia Cancer Foundation Benefit Concert in memory of cancer victim Michele Bourbonnais (Concert de la fondation de Colombie-Britannique contre le cancer en mémoire de la victime du cancer Michèle Bourbonnais), est organisé en 2002, concert auquel participent cinq artistes canadiens : Bryan Adams, Jann Arden, Chantal Kreviazuk, Barenaked Ladies, et Sarah McLachlan. L'année suivante sort l'album Afterglow.
Elle est connue pour ses ballades, parmi lesquelles Angel, Building a Mystery, Adia, Possession, I Will Remember You ou encore Into the Fire. À ce jour, Surfacing est l'album de Sarah McLachlan qui a rencontré le plus de succès ; il lui a d'ailleurs rapporté de nombreux prix : plusieurs Grammy Awards et quatre Juno Awards (équivalent canadien des Grammy Awards). Elle a reçu d'autres récompenses durant sa carrière, notamment grâce à Lilith Fair. Elle a été décorée de l'Ordre du Canada en 1999, en reconnaissance de sa carrière personnelle, de son rôle dans le projet Lilith Fair et des donations faites aux associations pour les femmes. McLachlan est aussi à l'origine d'un programme d'éducation musicale pour les enfants de Vancouver. En 2001, elle reçoit l'Ordre de la Colombie-Britannique.
Le 2 juillet 2005, McLachlan participe aux concerts Live 8, durant lesquels elle interprète Angel avec Josh Groban. Ces concerts, joués simultanément dans neuf grandes villes dans le monde, étaient organisés pour faire pression sur les sommets du G8 pour prendre des décisions dans la lutte contre la pauvreté en Afrique, en augmentant les aides.
Fin mars 2006, une lettre manuscrite fut envoyée aux membres de son fan-club sur internet : Sarah McLachlan prépare un album ayant pour thème Noël et lequel sortira vers la fin de l'année 2006. Le 29 juillet, le nom de cet album fut diffusé à la presse : ce sera Wintersong sorti le 17 octobre 2006 chez Arista Records. Le premier album studio de Sarah McLachlan depuis Afterglow en 2003 contient 12 nouvelles chansons dont la reprise de Joni Mitchell River, celle de John Lennon Happy Xmas (War Is Over), d'autres chansons célèbres comme Christmas Time Is Here, O Little Town of Bethlehem, Have Yourself a Merry Little Christmas, Silent Night, The First Noel, Greensleeves (What Child Is This?) et une chanson inédite Wintersong. En un mois et demi, l'album s'est déjà vendu à plus d'un million d'exemplaires dans le monde.
Le 3 octobre 2006 est sorti l'album Mirrorball : The Complete Concert.
À ce jour, les ventes d'albums de Sarah McLachlan à travers le monde sont estimées à 30 millions d'unités. Sarah McLachlan fait partie de la liste Chanteur Canadien Top vente. On peut également entendre la voix de Sarah McLachlan dans le morceau Silence de Delerium. Ce titre, et surtout les remixes qui en ont été faits (notamment celui de DJ Tiesto), l'ont rendue célèbre auprès des clubbers du monde entier. Elle a également chanté une chanson (Ordinary Miracle) lors de la cérémonie d'ouverture des Jeux olympiques de 2010 à Vancouver (Canada).

## Discographie

### Albums
| Année | Album                                   | Classement des ventes aux États-Unis | Nombre d'albums vendus aux États-Unis   | Nombre d'albums vendus au Canada     | Nombre d'albums vendus dans le monde | Notes |
| ----- | --------------------------------------- | ------------------------------------ | --------------------------------------- | ------------------------------------ | ------------------------------------ | --- |
| 1988  | Touch                                   | 132                                  | 500 000 - Disque d'or                   | 150 000 - Disque de platine          | 1 million                            | Album réédité en 1989 avec une nouvelle pochette |
| 1991  | Solace                                  | 167                                  | 700 000 - Disque d'or                   | 200 000 - Disque de platine (2 fois) | 1,2 million                          | - |
| 1992  | Live EP                                 | -                                    | 150 000                                 | 25 000                               | 250 000                              | Édition limitée du concert enregistré en septembre 1992 à Toronto                                                                                     |
| 1993  | Fumbling Towards Ecstasy                | 50                                   | 3 millions - Disque de platine (3 fois) | 500 000 - Disque de platine (5 fois) | 5 millions                           | - |
| 1994  | The Freedom Sessions                    | 78                                   | 400 000 - Disque d'or                   | 100 000 - Disque de platine          | 600 000                              | Un des premiers en:enhanced CD sorti, qui combine musique et CD-ROM.                                                                                  |
| 1995  | Murmurs Volume 1                        | -                                    | -                                       | -                                    | -                                    | Disponible seulement pour les membres du fan-club ; comprend interview et clips.                                                                      |
| 1996  | Murmurs Volume 2                        | -                                    | -                                       | -                                    | -                                    | Disponible seulement pour les membres du fan-club. |
| 1996  | Rarities, B-Sides and Other Stuff       | -                                    | 200 000                                 | 100 000 - Disque de platine          | 400 000                              | Faces B, Live, Remixes, ... (Volume 1) |
| 1997  | Surfacing                               | 2                                    | 8 millions - Disque de platine (8 fois) | 1 million - Disque de diamant        | 11 millions                          | - |
| 1997  | Murmurs Volume 3                        | -                                    | -                                       | -                                    | -                                    | Disponible seulement pour les membres du fan-club ; concert enregistré pendant la tournée de Lilith Fair 1997.                                        |
| 1998  | Murmurs Volume 4                        | -                                    | -                                       | -                                    | -                                    | Disponible seulement pour les membres du fan-club. |
| 1999  | Mirrorball                              | 3                                    | 3 millions - Disque de platine (3 fois) | 500 000 - Disque de platine (5 fois) | 6,5 millions                         | Concert, également disponible en version limitée deluxe au Canada.                                                                                    |
| 1999  | Murmurs Volume 5                        | -                                    | -                                       | -                                    | -                                    | Disponible seulement pour les membres du fan-club. |
| 2000  | Murmurs Volume 6                        | -                                    | -                                       | -                                    | -                                    | Disponible seulement pour les membres du fan-club. |
| 2001  | Remixed                                 | 200                                  | 150 000                                 | 35 000                               | 300 000                              | Album remix |
| 2001  | Murmurs Volume 7                        | -                                    | -                                       | -                                    | -                                    | Disponible seulement pour les membres du fan-club ; "The London Acoustic Sessions".                                                                   |
| 2003  | Afterglow                               | 2                                    | 4 millions - Disque de platine (4 fois) | 500 000 - Disque de platine (5 fois) | 5 millions                           | - |
| 2004  | Live Acoustic EP                        | -                                    | -                                       | -                                    | -                                    | Concert enregistré le 21 octobre 2003. |
| 2004  | Afterglow Live                          | 107                                  | 100 000                                 | 40 000                               | 200 000                              | Concert, également disponible en version 23-titres exclusive, via le site web.                                                                        |
| 2005  | Bloom: Remix Album                      | 76                                   | 100 000                                 | 25 000                               | 200 000                              | Deuxième album remix. |
| 2005  | ITunes Originals                        | -                                    | -                                       | -                                    | -                                    | Album sorti le 17 mai 2005, uniquement disponible sur ITunes (store Canadien), comprenant des chansons réenregistrées, des inédits et des interviews. |
| 2006  | Mirroball : The complete concert        | -                                    | -                                       | -                                    | -                                    | Double CD comprenant l'intégralité du concert Mirroball (23 chansons)                                                                                 |
| 2006  | Wintersong                              | 7                                    | 904 000 - Disque de platine             | 200 000 - Disque de platine (2 fois) | 1,3 million                          | Album ayant pour thème Noël et les fêtes de fin d'année.                                                                                              |
| 2007  | Live from Etown: 2006 Christmas Special |                                      |                                         |                                      |                                      | |
| 2008  | Rarities, B-Sides And Other Stuff 2     | -                                    | -                                       | -                                    | -                                    | Faces B, Live, Remixes, ... (Volume 2) |
| 2008  | Closer : The Best Of Sarah McLachlan    | -                                    | -                                       | -                                    | -                                    | 16 titres dont 2 titres inédits "Don't Give Up On Us" & "U Want Me 2"                                                                                 |
| 2010  | Laws of Illusion                        | -                                    | -                                       | -                                    | -                                    | |
| 2014  | Shine On                                | -                                    | -                                       | -                                    | -                                    | |
| 2016  | Wonderland                              | -                                    | -                                       | -                                    | -                                    | En avril 2017: obtention d'un prix Juno pour l'Album contemporain adulte de l'année                                                                   |

### Singles
| Année | Chanson                                                | Classement des ventes (États-Unis) | Album                                                 |
| ----- | ------------------------------------------------------ | ---------------------------------- | ----------------------------------------------------- |
| 1988  | Vox                                                    | -                                  | Touch                                                 |
| 1990  | Steaming                                               | -                                  | Touch                                                 |
| 1991  | The Path of Thorns (Terms)                             | -                                  | Solace                                                |
| 1991  | Into the Fire                                          | -                                  | Solace                                                |
| 1992  | Drawn To the Rhythm                                    | -                                  | Solace                                                |
| 1993  | Possession                                             | 73                                 | Fumbling Towards Ecstasy                              |
| 1994  | Hold On                                                | -                                  | Fumbling Towards Ecstasy                              |
| 1994  | Good Enough                                            | 77                                 | Fumbling Towards Ecstasy                              |
| 1995  | I Will Remember You                                    | 65                                 | Les Frères McMullen (Bande-originale du film)         |
| 1997  | Building A Mystery                                     | 13                                 | Surfacing                                             |
| 1998  | Sweet Surrender                                        | 28                                 | Surfacing                                             |
| 1998  | Adia                                                   | 3                                  | Surfacing                                             |
| 1999  | Angel                                                  | 4                                  | Surfacing                                             |
| 1999  | I Will Remember You (live)                             | 14                                 | Mirrorball                                            |
| 2000  | I Love You                                             | -                                  | Surfacing                                             |
| 2000  | Silence(avec Delerium)                                 | -                                  | Karma (Delerium)                                      |
| 2003  | Fallen                                                 | 41                                 | Afterglow                                             |
| 2003  | God Rest Ye Merry Gentlemen(avec les Barenaked Ladies) | -                                  | Barenaked For Christmas                               |
| 2004  | Stupid                                                 | -                                  | Afterglow                                             |
| 2004  | World on Fire                                          | -                                  | Afterglow                                             |
| 2004  | Silence 2004 (avec Delerium)                           | -                                  | Karma                                                 |
| 2005  | Push (live)                                            | -                                  | Afterglow Live                                        |
| 2005  | Pills (avec The Perishers)                             | -                                  | The Perishers (Live)                                  |
| 2005  | Time After Time (avec Cyndi Lauper)                    | -                                  | The Body Acoustic                                     |
| 2005  | Water's Edge (avec Cyndi Lauper)                       | -                                  | The Body Acoustic                                     |
| 2006  | Just Like Me (avec Darryl McDaniels de DMC)            | -                                  | Checks, Thugs, And Rock 'N' Roll                      |
| 2006  | River (à l'origine de Joni Mitchell)                   | 71                                 | Wintersong                                            |
| 2006  | Happy Xmas (War Is Over) (à l'origine de John Lennon)  | 107                                | Wintersong                                            |
| 2006  | Ordinary Miracle                                       |                                    | Le Petit Monde de Charlotte (Bande-originale de film) |
| 2006  | I Heard the Bells on Christmas Day                     |                                    | Do You Hear What I Hear?                              |
| 2010  | Loving You Is Easy                                     |                                    | Laws of Illusion                                      |

### Vidéos
- 1994: Fumbling Towards Ecstasy: Live VHS (sortie DVD en 2005)
- 1995: Sarah McLachlan Video Compilation: 1989-1994
- 1998: Sarah McLachlan Video Compilation 1989-1998: DVD
- 1999: Mirrorball DVD/VHS
- 2004: Fallen/Stupid DVD
- 2004: Afterglow Live DVD

### Musiques de film et de séries télévisées
Ces informations proviennent du site Tunefind (en). 
| Titre                                           | Type                                                                        | Année | Chanson                          |
| ----------------------------------------------- | --------------------------------------------------------------------------- | ----- | -------------------------------- |
| Dingue de toi                                   | Série télévisée                                                             | 1992  | Ice Cream                        |
| Un tandem de choc                               | Série télévisée (saison 1 épisode 5 'They Eat Horses, Don't They?')         | 1994  | Uphill Battle                    |
| Un tandem de choc                               | Série télévisée (saison 1 épisode 11 'Le cadeau du père noël')              | 1994  | Steaming                         |
| Un tandem de choc                               | Série télévisée (saison 1 épisode 21 'Le Secret de Victoria')               | 1994  | Possession (version piano)       |
| Un tandem de choc                               | Série télévisée (saison 1 épisode 24 'Laisser-aller')                       | 1994  | Plenty                           |
| Melrose Place                                   | Série télévisée (saison 3 épisode 12 'Vol de chèque et de bébé')            | 1994  | Plenty                           |
| Les Frères McMullen                             | Film                                                                        | 1995  | I will remember you              |
| Un tandem de choc                               | Série télévisée (saison 4 épisode 13 'L'Appel de la forêt')                 | 1995  | Song for a Winter's Night        |
| Moll Flanders, ou les mémoires d'une courtisane | Film                                                                        | 1996  | Full of Grace                    |
| FX, effets spéciaux                             | Série télévisée (saison 1 épisode 22 'Un drôle de scénario')                | 1997  | Silence                          |
| Kissed                                          | Film                                                                        | 1997  | Fumbling towards ecstasy         |
| Hôpital central                                 | Série télévisée                                                             | 1997  | Angel                            |
| La Cité des anges                               | Film                                                                        | 1998  | Angel                            |
| Dawson                                          | Série télévisée (saison 1 épisode 4 'Sexualité, mensonge et vidéo')         | 1998  | Full of Grace                    |
| Dawson                                          | Série télévisée (saison 1 épisode 13 'Deux jours de réflexion')             | 1998  | Angel                            |
| Charmed                                         | Série télévisée (saison 1 épisode 11 'La Malédiction de l'Urne')            | 1998  | Good enough                      |
| Felicity                                        | Série télévisée (saison 1 épisode 1 'Coup de tête')                         | 1998  | Angel                            |
| Felicity                                        | Série télévisée (saison 1 épisode 2 'Au pied du mur')                       | 1998  | Good enough                      |
| Felicity                                        | Série télévisée (saison 1 épisode 22 'Tout se complique')                   | 1998  | I will remember you              |
| Buffy contre les vampires                       | Série télévisée (saison 2 épisode 22 'Acathla 2e partie')                   | 1998  | Full of Grace                    |
| Le Caméléon                                     | série télévisée (saison 3 épisode 18 'Pièces manquantes')                   | 1999  | Angel                            |
| Roswell                                         | Série télévisée (saison 1 épisode 1 'La révélation')                        | 1999  | Fear                             |
| Roswell                                         | Série télévisée (saison 1 épisode 4 'Suis ton cœur')                        | 1999  | I love you                       |
| Roswell                                         | Série télévisée (saison 1 épisode 16 'A fleur de peau')                     | 1999  | Fumbling towards ecstasy         |
| Charmed                                         | Série télévisée (saison 2 épisode 8 'Le Mystère du Lac')                    | 1999  | I love you                       |
| Toy Story 2                                     | Film                                                                        | 1999  | When She Loved Me                |
| Ma mère, moi et ma mère                         | Film                                                                        | 1999  | Ice-cream                        |
| Bangkok, aller simple                           | Film                                                                        | 1999  | Silence                          |
| Une bouteille à la mer                          | Film                                                                        | 1999  | I Love You                       |
| Un vent de folie                                | Film                                                                        | 1999  | Fear                             |
| Better than Chocolate                           | Film                                                                        | 1999  | Ice Cream                        |
| Hôpital central                                 | Série télévisée                                                             | 1999  | Witness                          |
| Demain à la une                                 | Série télévisée (saison 3 épisode 18 'L'épreuve')                           | 1999  | Angel                            |
| Felicity                                        | Série télévisée (saison 2 épisode 20 'Persona non grata')                   | 1999  | Ice cream                        |
| Mrs. Death 2: Hells Fury                        | Film                                                                        | 2000  | Angel                            |
| Queer as Folk                                   | Série télévisée (saison 2 épisode 11)                                       | 2001  | Touch                            |
| Queer as Folk                                   | Série télévisée (saison 2 épisode 19)                                       | 2001  | Plenty (Fade mix)                |
| Sam, je suis Sam                                | Film                                                                        | 2001  | Blackbird                        |
| Alias                                           | Série télévisée (saison 1 épisode 4 'Cœur brisé')                           | 2001  | Angel                            |
| Hôpital central                                 | Série télévisée                                                             | 2001  | Ice                              |
| Hôpital central                                 | Série télévisée                                                             | 2001  | Full of Grace                    |
| Hôpital central                                 | Série télévisée                                                             | 2001  | Dear God                         |
| Dawson                                          | Série télévisée (saison 4 épisode 7 'Le cercle des amis disparus')          | 2001  | I will remember you              |
| Felicity                                        | Série télévisée (saison 4 épisode 22 'Retour vers le futur')                | 2001  | I will remember you              |
| Buffy contre les vampires                       | Série télévisée (saison 6 épisode 22 'Toute la peine du monde (2e partie)') | 2002  | Prayer of St. Francis            |
| Spirit, l'étalon des plaines                    | Film                                                                        | 2002  | Don't Let Go (avec Bryan Adams)  |
| Once Upon a Time in the Midlands                | Film                                                                        | 2002  | Adia                             |
| Dawson                                          | Série télévisée (saison 6 épisode 24 'Une fille d'exception')               | 2003  | Angel                            |
| Miss Match                                      | Série télévisée (saison 1 épisode 13 'Au plaisir des astres')               | 2003  | Fallen                           |
| Les Frères Scott                                | Série télévisée (saison 1 épisode 9 'Services rendus')                      | 2003  | Fallen                           |
| Six Feet Under                                  | Série télévisée (saison 3 épisode 4 'Sur un air d'opéra')                   | 2003  | Circle                           |
| Cold Case                                       | Série télévisée (saison 2 épisode 15 'Wishing')                             | 2004  | Fear                             |
| Charmed                                         | Série télévisée                                                             | 2004  | Fallen                           |
| Charmed                                         | Série télévisée                                                             | 2004  | Fallen (Dan The Automator Remix) |
| Hôpital central                                 | Série télévisée                                                             | 2004  | Silence                          |
| Nip/Tuck                                        | Série télévisée (saison 2 épisode 5 'Crash test')                           | 2004  | Answer                           |
| Alias                                           | Série télévisée (saison 4 épisode 1 'Jeux d'espion')                        | 2004  | World on fire                    |
| Saint Ralph                                     | Film                                                                        | 2004  | Dark angel                       |
| Iron Jawed Angels                               | Film                                                                        | 2004  | Flumbing towards ecstasy         |
| Hôpital central                                 | Série télévisée                                                             | 2005  | Angel                            |
| Loveholic                                       | Série télévisée coréenne (Drama) (épisode 3)                                | 2005  | Good Enough                      |
| Urgences                                        | Série télévisée (saison 12 épisode 17 'Lost in America')                    | 2005  | Fumbling towards ecstasy         |
| Alias                                           | Série télévisée (saison 5 épisode 1 'Prophet five')                         | 2005  | Dirty little secret              |
| Cold Case                                       | Série télévisée (saison 3 épisode 2 'The promise')                          | 2005  | Fallen                           |
| Cold Case                                       | Série télévisée (saison 3 épisode 7 'Start up')                             | 2005  | Sweet Surrender                  |
| Preuve à l'appui                                | Série télévisée (saison 5 épisode 3 'Piège sans issue')                     | 2005  | Hold on                          |
| Six Feet Under                                  | Série télévisée (saison 5 épisode 7 'Le silence')                           | 2005  | Fallen                           |
| Dernier Recours                                 | Série télévisée (saison 1 épisode 2 'Tout pour mon frère')                  | 2006  | Angel                            |
| Hôpital central                                 | Série télévisée                                                             | 2006  | Answer                           |
| Le Petit Monde de Charlotte                     | Film                                                                        | 2006  | Ordinary Miracle                 |
| Cold Case                                       | Série télévisée (saison 4 épisode 18 'A Dollar, A Dream')                   | 2007  | Angel                            |
| Lost                                            | Feuilleton télévisé (saison 3 épisode 8 'Flashes Before Your Eyes')         | 2007  | Building a Mystery               |
| À vif                                           | Film                                                                        | 2007  | Answer                           |
| Les Vies rêvées d'Erica Strange                 | Série télévisée (saison 1 épisode 13 'Leo')                                 | 2009  | I Will Remember You              |

## Collaboration
- 2012 : Fanatic de Heart - Chante sur la pièce Walkin' Good.